# Turkish Airlines
Turkish Airlines (Turks: Türk Hava Yolları, afgekort THY) is de nationale luchtvaartmaatschappij van Turkije. Sinds augustus 2019 vliegt Turkish Airlines naar 315 bestemmingen in Europa, Azië, Afrika en Noord- en Zuid-Amerika, waardoor het de grootste luchtvaartmaatschappij ter wereld is op basis van het aantal passagiersbestemmingen. De luchtvaartmaatschappij is ook recordhouder van de grootste aantal vluchten zonder tussenlanding vanaf een enkele luchthaven. De luchtvaartmaatschappij heeft ook een operationele vloot van 24 vrachtvliegtuigen die naar 82 bestemmingen vliegt.
Het hoofdkantoor van de luchtvaartmaatschappij bevindt zich in op het terrein van de luchthaven Istanbul Atatürk in Istanboel. Turkish Airlines is sinds 2008 lid van het Star Alliance-netwerk. Tussen 2011 en 2016 werd de maatschappij door Skytrax World Airline Awards beoordeeld als beste airline van Europa.

## Geschiedenis

### Beginjaren
Turkish Airlines werd op 20 mei 1933 opgericht als Turkish State Airlines (Turks: Devlet Hava Yolları) als een afdeling van het ministerie van Nationale Defensie. De aanvankelijke vloot van de luchtvaartmaatschappij bestond uit twee Curtiss Kingbirds met vijf stoelen, twee Junkers F 13 met vier stoelen en een Tupolev ANT-9 met tien stoelen. In 1935 werd de luchtvaartmaatschappij overgedragen aan het Ministerie van Openbare Werken en werd vervolgens omgedoopt tot Algemeen Directoraat van Staatsluchtvaartmaatschappijen.Het werd drie jaar later in 1938 onderdeel van het ministerie van Transport.

### Naoorlogse periode

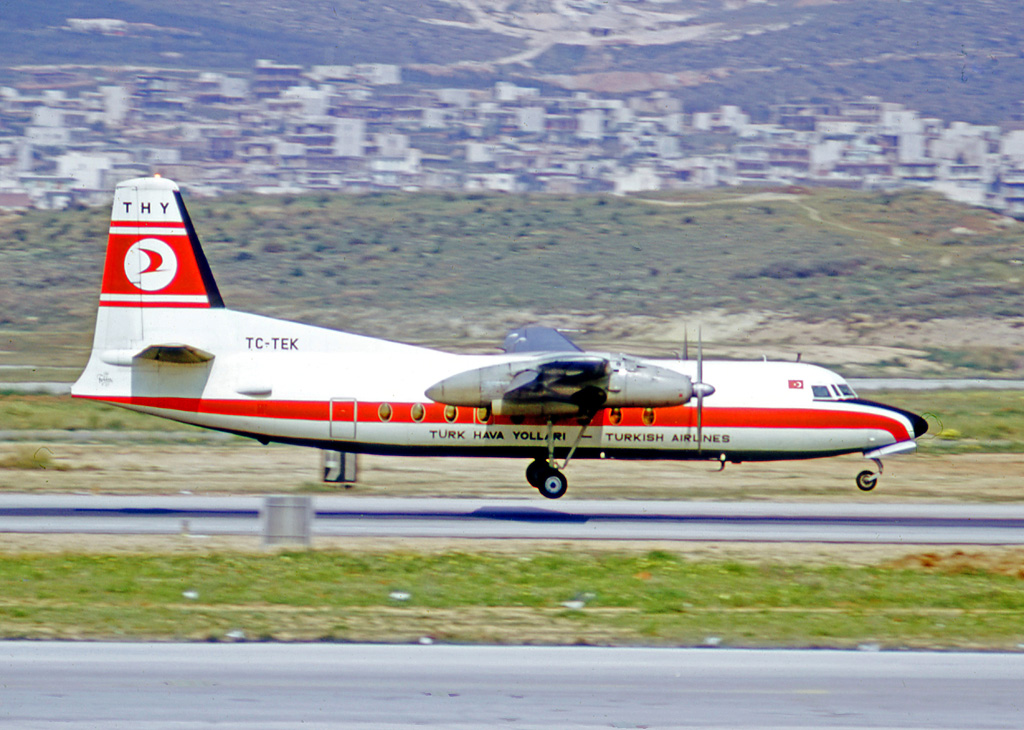
Een Fokker F27 Friendship van Turkish Airlines in 1973.

Verscheidene vliegtuigen van het type Douglas DC-3 en Douglas C-47 werden geleidelijk ingevoerd in 1945. Hoewel Turkish Airlines aanvankelijk begon als een binnenlandse luchtvaartmaatschappij, begonnen de eerste internationale vluchten van de luchtvaartmaatschappij met de vlucht Istanbul - Athene in 1947.
Nicosia, Beiroet en Caïro werden snel toegevoegd aan de internationale vluchtbestemmingen van de luchtvaartmaatschappij. Binnenlandse diensten bleven echter tot het begin van de jaren zestig de primaire focus van de luchtvaartmaatschappij.

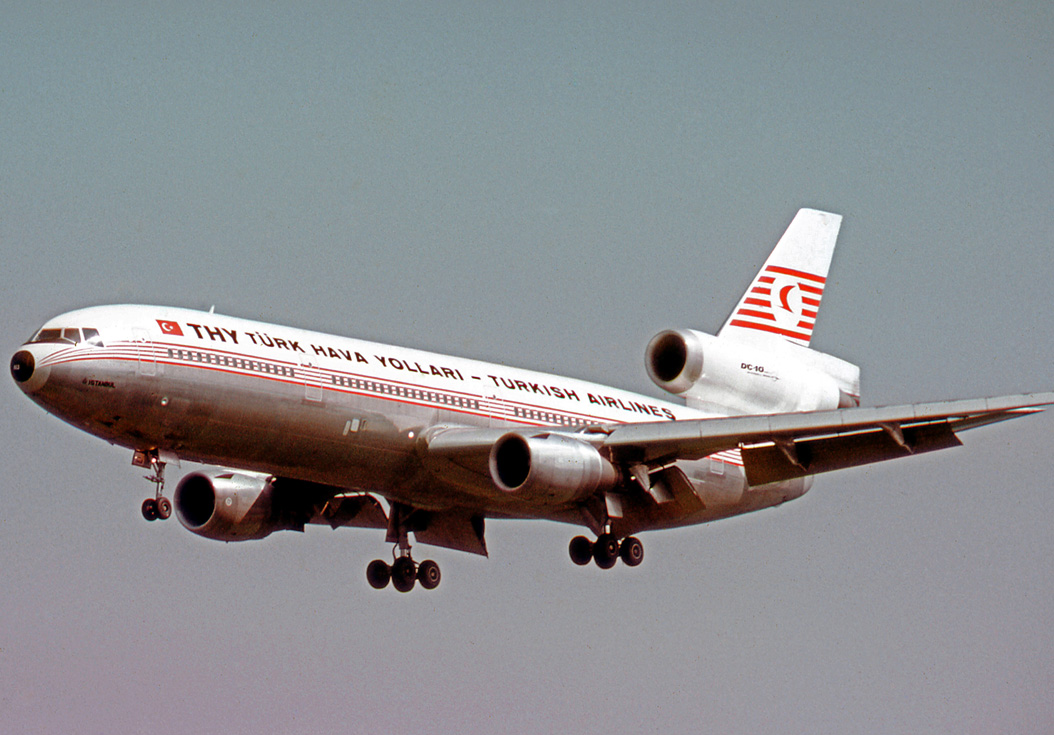
THY Douglas DC-10 in 1974 met het oorspronkelijke kleurenschema van de luchtvaartmaatschappij.

In 1956 reorganiseerde de Turkse regering de luchtvaartmaatschappij onder de naam Türk Hava Yolları A.O. (vaak afgekort als THY). Het werd gekapitaliseerd op 60 miljoen TL. De luchtvaartmaatschappij werd kort daarna lid van de International Air Transport Association (IATA). In 1957 begon British Overseas Airways Corporation (BOAC) met het leveren van technische ondersteuning nadat het een participatie van 6,5 procent had verworven.
Nieuwe vliegtuigen waaronder Vickers Viscount, Fokker F27 en Douglas DC-3 werden aan het einde van de jaren 1950 en begin 1960 toegevoegd aan de vloot. Turkish Airlines begon in 1967 met de exploitatie van hun eerste jet, een McDonnell Douglas DC-9. Dit werd gevolgd door de toevoeging van drie Boeing 707 vliegtuigen in 1971. Andere vliegtuigen die in de vroege jaren zeventig werden gebruikt, waren de McDonnell Douglas DC-10 en de Fokker F28.

### Incidenten en ongevallen
Turkish Airlines heeft sinds de oprichting incidenten en ongevallen gekend, soms met dodelijke afloop. In 1959 vond het eerste ongeluk plaats met dodelijke afloop. Een ongeluk in Nederland gebeurde op 25 februari 2009 toen vlucht 1951 neerstortte voor de landing op de luchthaven Schiphol.

### Jaren 80 en 90

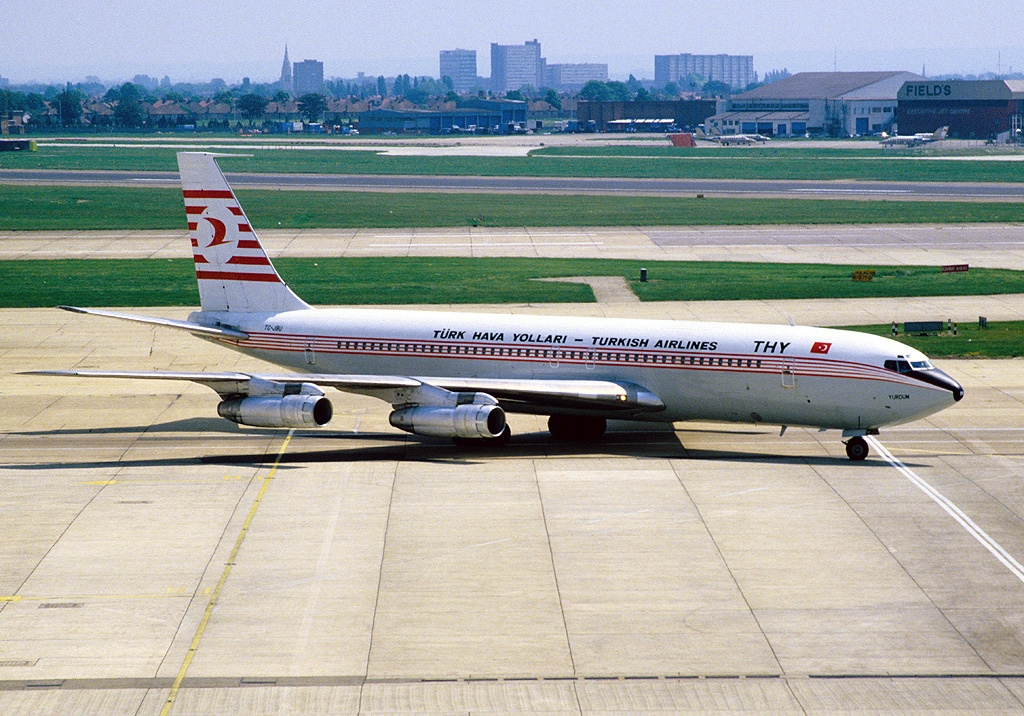
Een Boeing 707 geëxploiteerd door Turkish Airlines op Heathrow Airport in 1984.

De luchtvaartmaatschappij werd in de jaren 80 en 90 geteisterd door verschillende problemen. De luchtvaartmaatschappij kampte met kapingen en leed zeven ongevallen tussen 1974 en 1983. De meest beruchte was de crash van 1974 van Turkish Airlines Flight 981, toen een ontwerpfout van het vliegtuig leidde tot een defecte vrachtdeur tijdens de vlucht.
In 1983 kwam een nieuwe regering aan de macht die het belang van Turkish Airlines zag als de toegangspoort van Turkije tot de wereld en werd er begonnen met de make-over van de luchtvaartmaatschappij. Het zou een van de jongste vloten ter wereld in stand houden. De beveiliging werd geïntensiveerd.
Turkish Airlines bouwde een nieuwe state of the art technisch centrum op Luchthaven Istanbul Atatürk in 1984. De luchtvaartmaatschappij was in staat zowel licht als zwaar onderhoud te verrichten aan veel verschillende vliegtuigtypen. Technisch personeel bestond toen uit een kwart van de 6.000 werknemers van de luchtvaartmaatschappij uit. In 1984 werd het kapitaal van de onderneming verhoogd tot 60 miljard TL omdat het werd geclassificeerd als een economische staatsonderneming. Drie jaar later werd het kapitaal opnieuw verhoogd tot 150 miljard TL.

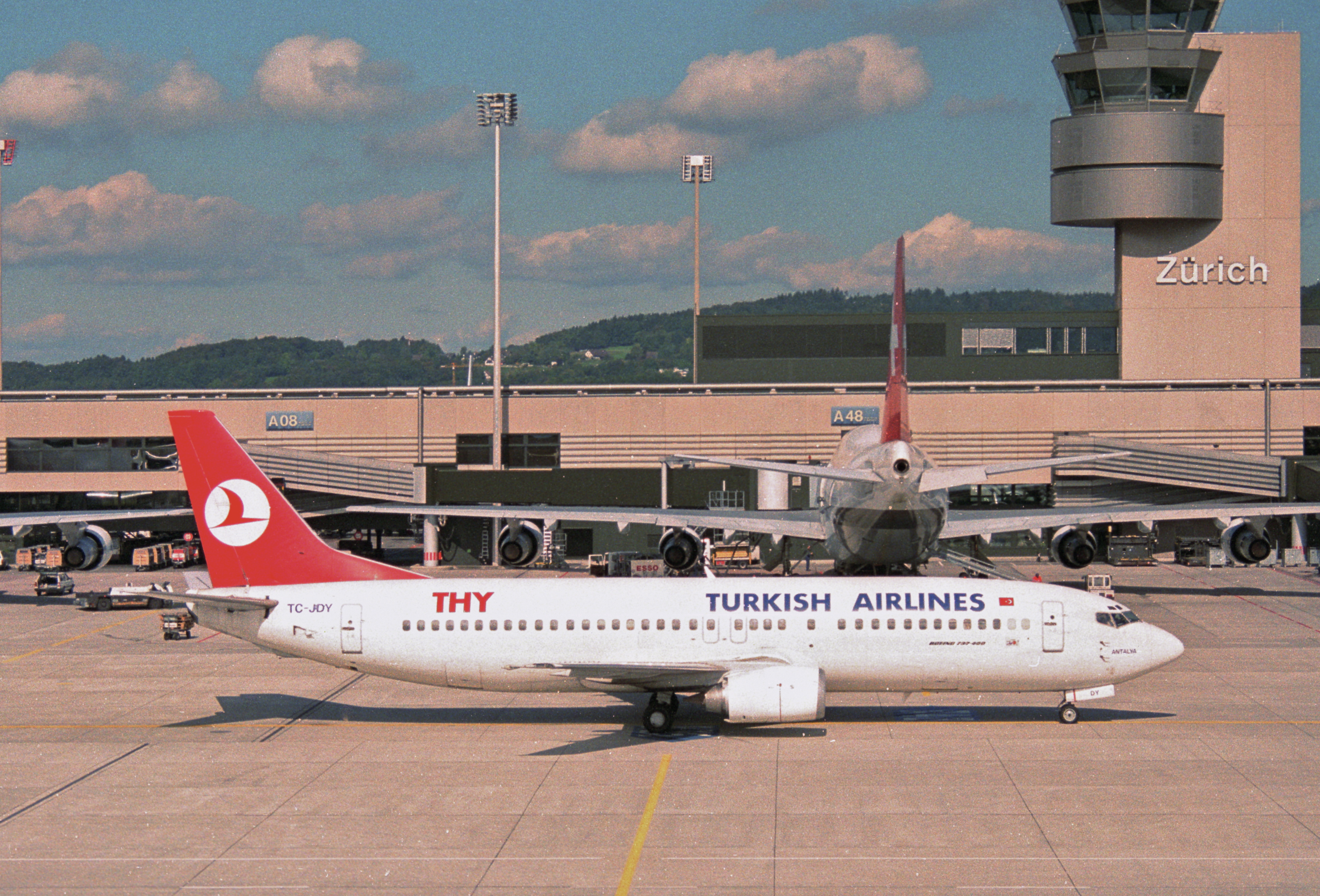
Turkish Airlines Boeing 737 op de luchthaven van Zürich in 1995.

Tegen het midden van de jaren tachtig had THY een vloot van 30 vliegtuigen. Het vloog ongeveer drie miljoen passagiers per jaar naar 16 binnenlandse en 36 internationale bestemmingen. De luchtvaartmaatschappij was de grootste bron van buitenlandse valuta in Turkije. In 1985 begon Turkish Airlines met het gebruik van Airbus A310, waardoor in 1986 ook vluchten naar Singapore kon beginnen. Vluchten naar New York via Brussel werden in 1988 gestart.
Het bedrijf leed onder de wereldwijde luchtvaartcrisis als gevolgd van de Perzische Golfoorlog en zou pas in 1994 weer rentabiliteitsdrempelbreak-even staan. Halverwege de jaren negentig floreerde het bedrijf echter opnieuw, met de grootste groei naar Noord-Amerikaanse bestemmingen. THY lanceerde een non-stopvlucht naar New York in juli 1994.
Het kapitaal van het bedrijf werd verder verhoogd tot 10 biljoen TL in 1995. In dat jaar heeft de luchtvaartmaatschappij ook drie van haar Boeing 727 omgezet in speciale vrachtschepen. De DC-9's waren verkocht. Hoewel THY winstgevend was, had het te kampen met de exorbitante inflatie in Turkije, waardoor kapitaalverbeteringen moeilijk waren.
De binnenlandse markt werd in 1996 gedereguleerd, waardoor nieuwe geplande concurrentie van chartermaatschappijen mogelijk werd. Tegelijkertijd boden grotere internationale luchtvaartmaatschappijen sterke concurrentie op routes naar West-Europa. THY heeft marketingovereenkomsten gesloten met andere internationale luchtvaartmaatschappijen om hun concurrentievermogen te vergroten. Het bedrijf werkte samen met Japan Airlines om service te bieden aan Osaka en Tokio in 1997 en 1998. Andere gezamenlijk uitgevoerde vluchten volgden snel met Austrian Airlines, Swissair en Croatia Airlines.

### Moderne tijden

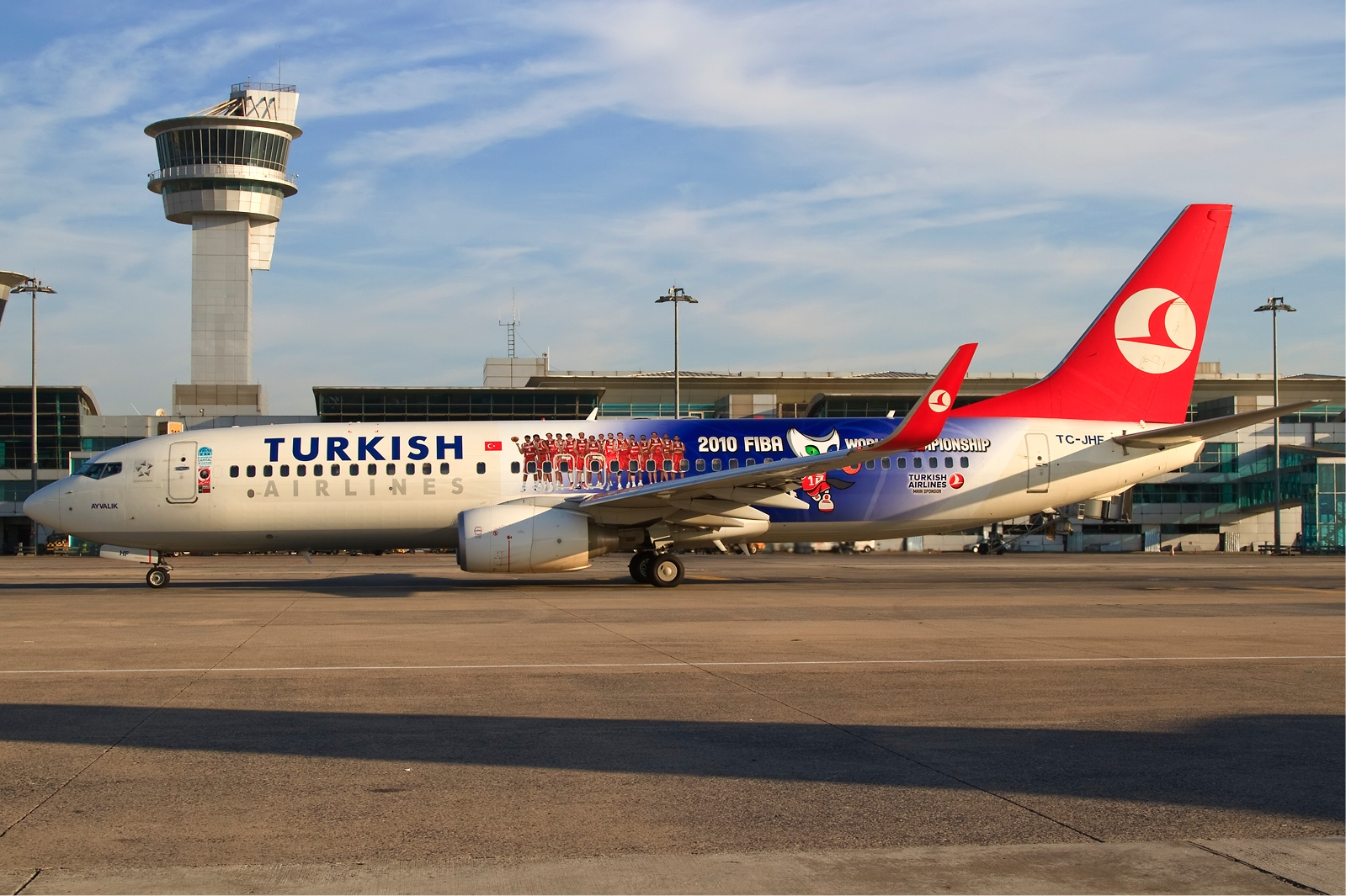
Een Boeing 737-800 van Turkish Airlines ter promotie van het wereldkampioenschap basketbal 2010.

Een nieuwe terminal werd in januari 2000 geopend op luchthaven Istanboel Atatürk. Turkish Airlines bleef hun internationale bereik uitbreiden door in 2000 marketingovereenkomsten te sluiten met Asiana Airlines, American Airlines, Malaysia Airlines, LOT Polish Airlines, Czech Airlines en Cathay Pacific. Op 29 oktober 2000 trok THY zich terug uit de Qualiflyer-alliantie van Swissair om een strategische investeerder aan te trekken voor hun privatisering. De luchtvaartmaatschappij maakte sinds november 1998 deel uit van het frequent flyer-programma van de alliantie. Een vlucht tussen Antalya en Frankfurt werd in 2001 toegevoegd via een codeshare-overeenkomst met Sun Express.
Turkije onderging een economische crisis gedurende het grootste deel van 2001, wat met name leidde tot een vermindering van het verkeer op binnenlandse routes. THY slaagde erin te overleven na de aanslagen van 11 september op de Verenigde Staten zonder een reddingsplan of massale ontslagen door de overheid, hoewel de lonen met 10 procent werden verlaagd. Turkish Daily News schreef het voortbestaan van de luchtvaartmaatschappij toe aan het management van de onderneming, dat snel verliesgevende vluchten in binnen- en buitenland schrapte.
In 2003 heeft de oorlog in Irak Turkse luchtvaartmaatschappijen ertoe aangezet enkele bestemming in de Perzische Golf te schrappen, terwijl met de SARS-epidemie vluchten naar Azië werden opgeschort. De luchtvaartmaatschappij herstelde echter snel, verhoogde het verkeer op bestaande vluchten en voegde vlucht naar Delhi toe na een periode van 11 jaar.
Een ander vlootuitbreidingsprogramma begon in 2004 en hielp THY een van de jongste vloten in Europa te onderhouden. In juli van dat jaar kondigde de luchtvaartmaatschappij een gigantische bestelling aan van $ 2.8 miljard van 36 vliegtuigen bij Airbus, plus een bestelling van 15 vliegtuigen van het type Boeing 737.
THY bestelde niet alleen nieuwe vliegtuigen. Het was van plan om $ 350 miljoen uit te geven op een nieuwe technische en trainingsfaciliteit op de onderbenutte luchthaven Istanboel Sabiha Gökçen. De luchtvaartmaatschappij had een belangrijke technische dienstverleningsoperatie opgebouwd, die niet alleen hun vliegtuigen maar ook die van derden in stand hield. Turkish Technic had 2.700 werknemers in dienst en was van plan om tegen 2010 nog eens 2.000 aan te nemen. THY had ook drie vluchtsimulators en bood vliegopleidingen aan.
De luchtvaartmaatschappij werd geconfronteerd met de toetreding van nieuwe concurrenten tot de liberaliserende Turkse luchtvaartmarkt. Het toerisme was echter booming, met 20 miljoen mensen die naar verwachting het land in 2005 zouden bezoeken tegenover 12 miljoen in 2003. In 2005 desinvesteerde THY 50% van haar belang in Cyprus Turkish Airlines.

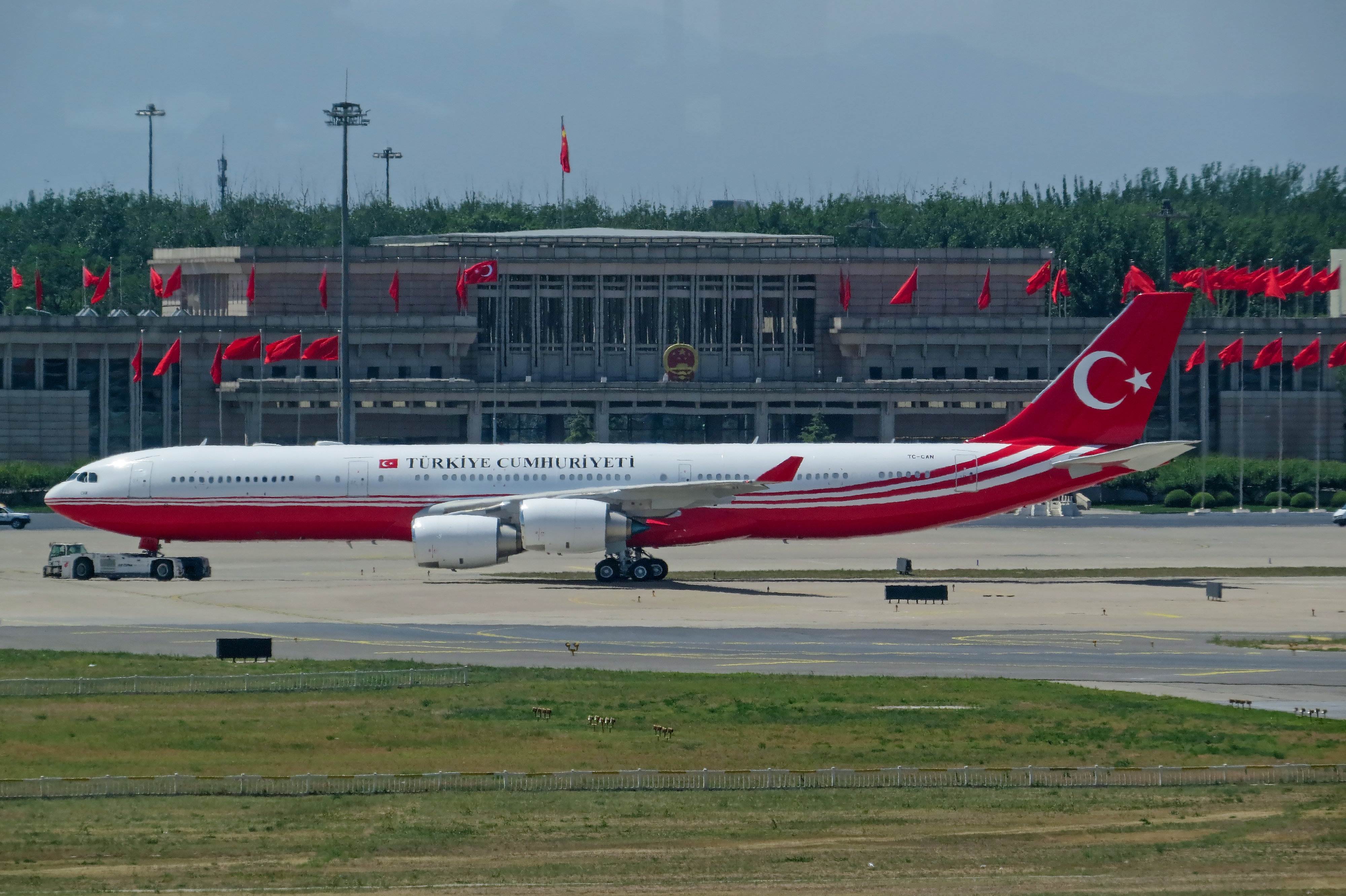
Het Turkse regeringsvliegtuig, hier afgebeeld op de luchthaven van Peking, wordt bediend door de bemanning van Turkish Airlines.

Hoewel het bedrijf op dit moment openbaar werd verhandeld, bezat de overheid 98% van haar aandelen. Het privatiseringsprogramma werd nieuw leven ingeblazen in 2004 met een openbaar aanbod van 20% aandelen op de beurs van Istanbul. De Turkse overheid bezat na het aanbod 75% van de aandelen, waarmee $ 170 miljoen werd opgehaald. Momenteel wordt 50,88% van de aandelen openbaar verhandeld.
Op 1 april 2008 trad Turkish Airlines toe tot de Star Alliance na een integratieproces van 18 maanden dat begon in december 2006. Het werd daarmee de zevende Europese luchtvaartmaatschappij in de 20-koppige alliantie.
In december 2011 onthulde de Turkse regering plannen om de internationale luchthaven Aden Adde in Mogadishu, Somalië, te moderniseren. Mogadishu werd in 2012 een van de nieuwste vluchtbestemmingen van de luchtvaartmaatschappij. Het revalidatieproject maakt deel uit van de bredere betrokkenheid van Turkije bij het lokale wederopbouwproces van het land. Onder de geplande renovaties bevinden zich nieuwe luchthavensystemen en infrastructuur, waaronder een moderne verkeerstoren om het luchtruim te bewaken. In maart 2012 werd Turkish Airlines de eerste internationale luchtvaartmaatschappij die vluchten naar Somalië aanbood sinds het begin van de burgeroorlog van dat land in de vroege jaren negentig.
Tegen het einde van 2013 had Turkish Airlines hun aantal vluchtpunten verhoogd naar 241 bestemmingen wereldwijd (199 internationale en 42 binnenlandse).
Na de poging tot staatsgreep in 2016 verbood de Federal Aviation Authority tijdelijk vluchten tussen Turkije en de Verenigde Staten. Dit vormde een bijzonder probleem voor Turkish Airlines, aangezien een belangrijk onderdeel van de strategie van de luchtvaartmaatschappij was om one-stop-reizen te maken tussen de VS en moeilijk bereikbare bestemmingen in Afrika, het Midden-Oosten en India. Dit verbod werd echter op 18 juli opgeheven en Turkish Airlines hervatte vluchten naar de VS na een onderbreking van drie dagen.

## Vloot
In april 2020 bestond de passagiersvloot van Turkish Airlines uit de volgende toestellen:

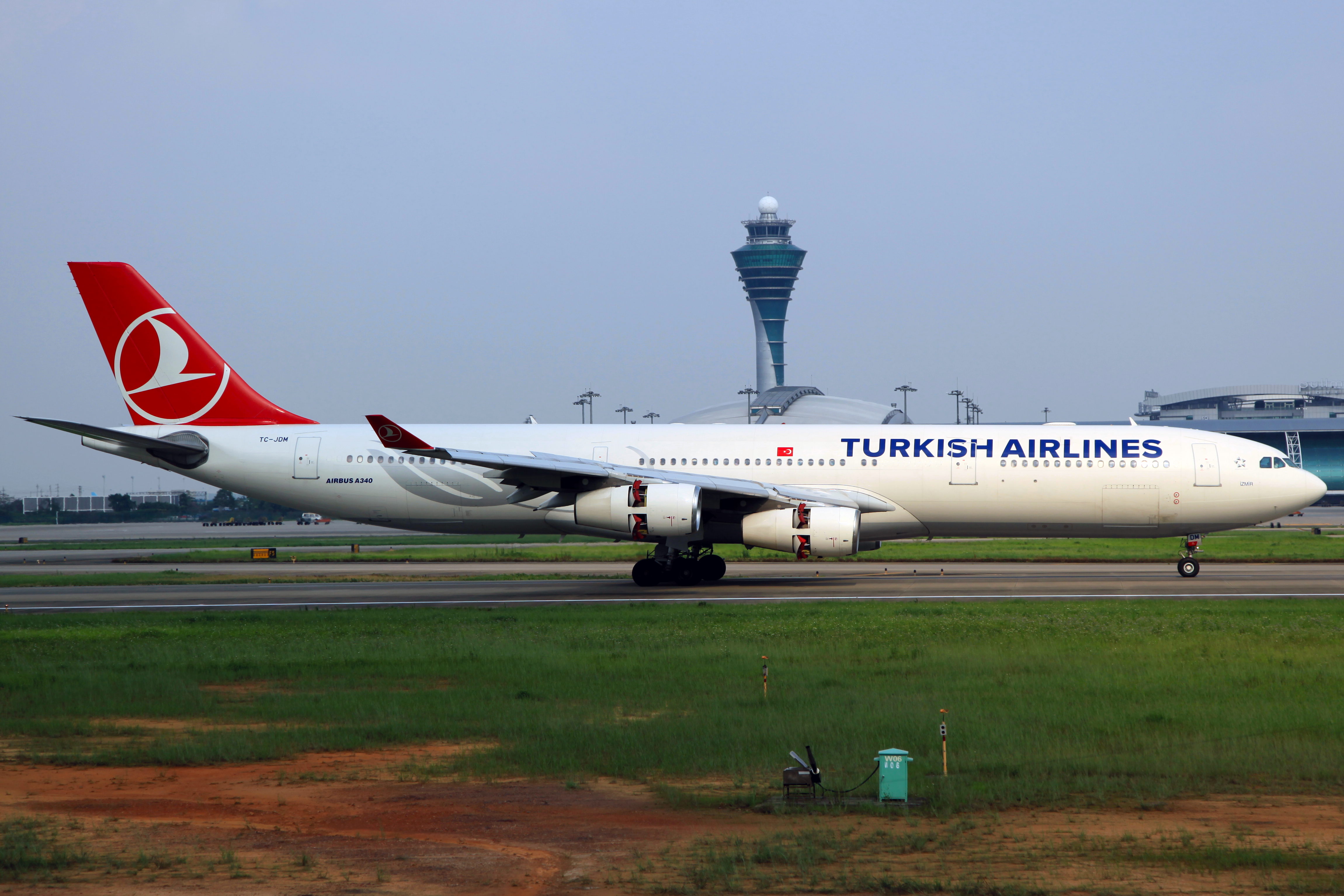
Airbus A340-300

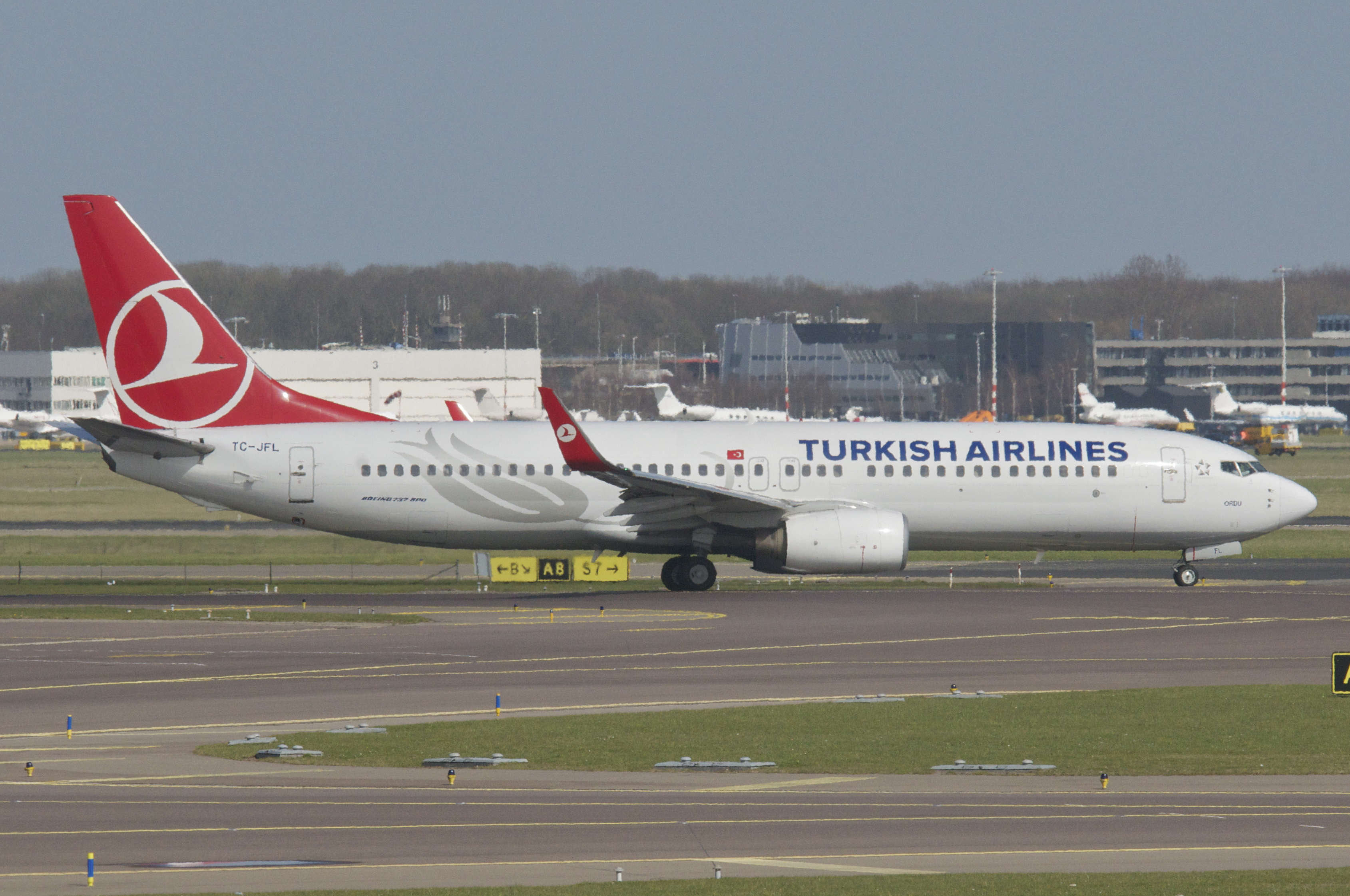
Boeing B737-800

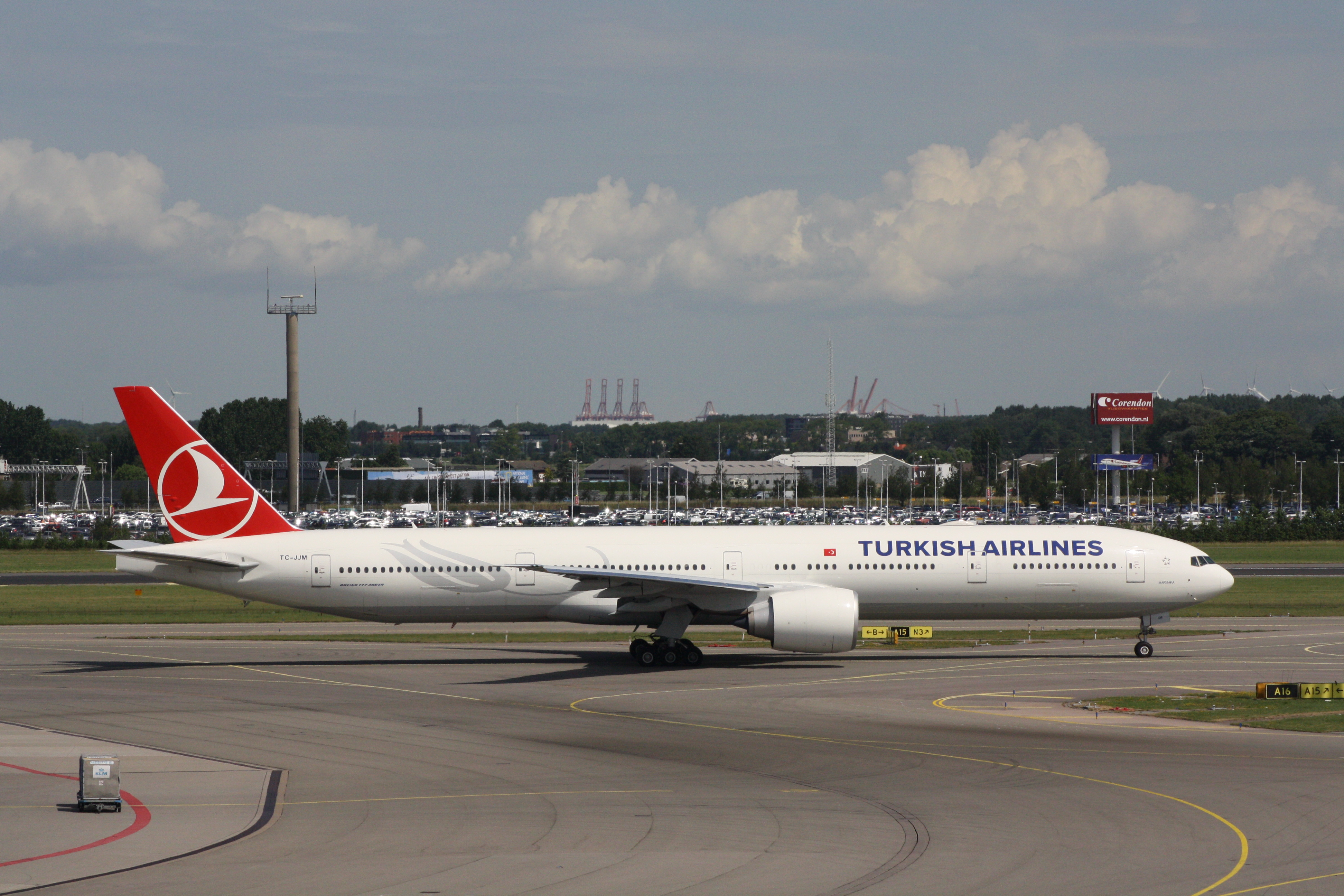
Boeing B777-300

| Type             | In dienst | Besteld (Optie) | Passagiers | Passagiers | Passagiers | Opmerkingen                                      |
| Type             | In dienst | Besteld (Optie) | B          | E          | Totaal     | Opmerkingen                                      |
| ---------------- | --------- | --------------- | ---------- | ---------- | ---------- | ------------------------------------------------ |
| Airbus A319-100  | 6         | —               | 12         | 114        | 126        | —                                                |
| Airbus A320-200  | 11        | —               | 12         | 141        | 153        | —                                                |
| Airbus A321-200  | 66        | —               | 12         | 176        | 188        | TC-JRA/JRB/JRP/JRS met Star Alliance thema       |
| Airbus A321-200  | 66        | —               | 20         | 158        | 178        | TC-JRA/JRB/JRP/JRS met Star Alliance thema       |
| Airbus A321neo   | 39        | 75              | 20         | 162        | 182        | Met flex configuratie Levering van 2018 tot 2023 |
| Airbus A330-200  | 13        | —               | 22         | 228        | 250        | TC-JNC in Retro thema                            |
| Airbus A330-200  | 13        | —               | 40         | 183        | 223        | TC-JNC in Retro thema                            |
| Airbus A330-200  | 13        | —               | 30         | 190        | 220        | TC-JNC in Retro thema                            |
| Airbus A330-200  | 13        | —               | 22         | 259        | 281        | TC-JNC in Retro thema                            |
| Airbus A330-300  | 40        | 0               | 28         | 261        | 289        | —                                                |
| Airbus A350-900  | 12        | 25(+5)          | 32         | 297        | 329        | Levering van 2020 tot 2023                       |
| Boeing 737-800   | 62        | —               | 16         | 135        | 151        | —                                                |
| Boeing 737-800   | 62        | —               | 12         | 147        | 159        | —                                                |
| Boeing 737-800   | 62        | —               | 20         | 135        | 155        | —                                                |
| Boeing 737-900ER | 15        | —               | 16         | 135        | 151        | —                                                |
| Boeing 737-900ER | 15        | —               | 16         | 153        | 169        | —                                                |
| Boeing 737 MAX 8 | 11        | 54              | 16         | 135        | 151        | Levering van 2018 tot 2022                       |
| Boeing 737 MAX 9 | 1         | 9               | 16         | 153        | 169        | Levering van 2019 tot 2020                       |
| Boeing 777-300ER | 33        | —               | 49         | 300        | 349        | —                                                |
| Boeing 787-9     | 16        | 19(+5)          | 30         | 270        | 300        | Levering van 2019 tot 2024                       |
| Totaal           | 283       | 182(+10)        |            |            |            |                                                  |

| Type             | In dienst | Besteld | Configuratie | Opmerkingen |
| ---------------- | --------- | ------- | ------------ | ----------- |
| Airbus A300-600F | 1         | —       | Cargo        | Wet lease   |
| Airbus A310-300F | 3         | —       | Cargo        | Wet lease   |
| Airbus A330-200F | 10        | —       | Cargo        | —           |
| Boeing 747-400F  | 4         | —       | Cargo        | Wet lease   |
| Boeing 777F      | 8         | —       | Cargo        | —           |
| Totaal Cargo     | 26        | 0       |              |             |

## Dochterondernemingen

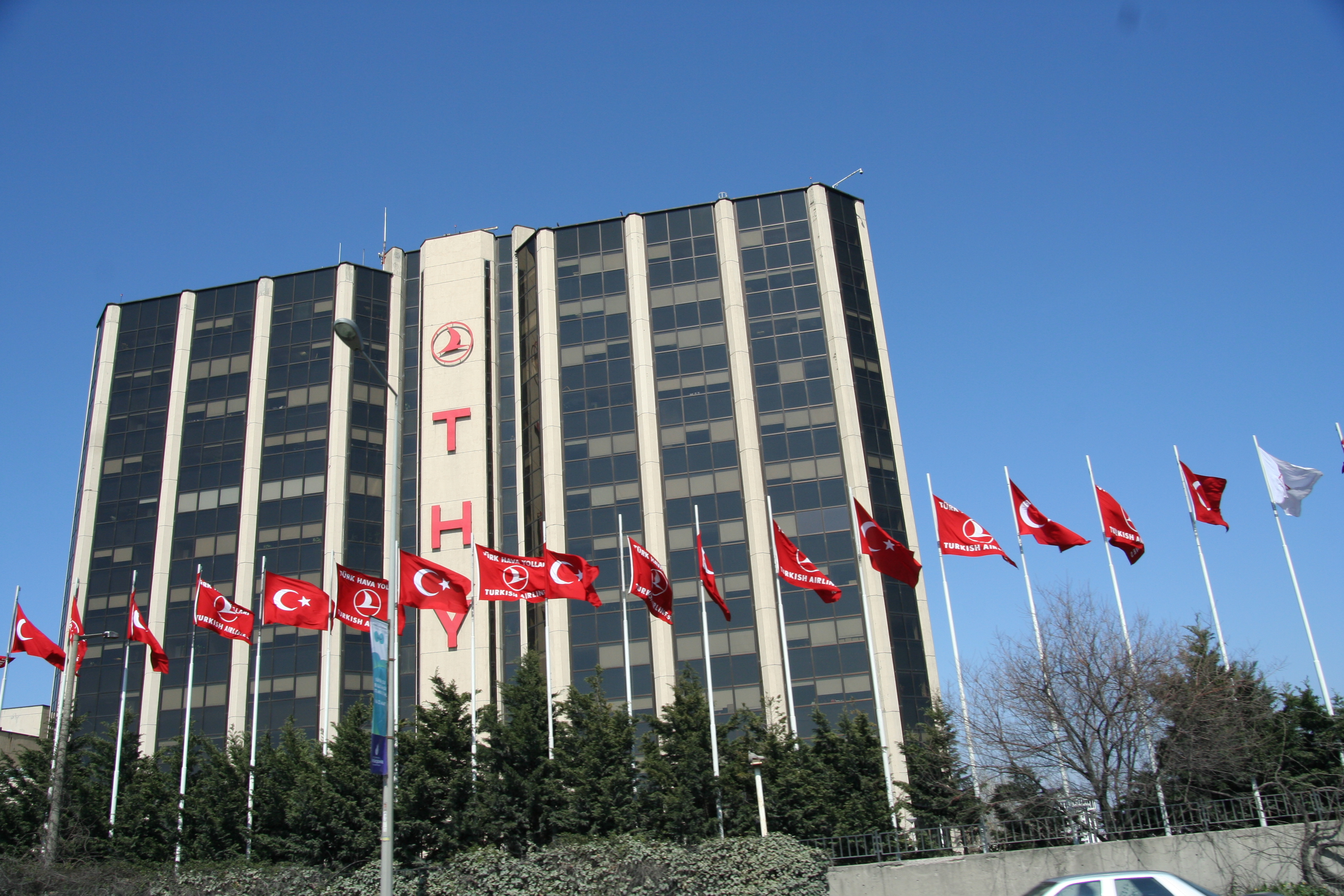
Het hoofdkantoor van Turkish Airlines

Dochterondernemingen van Turkish Airlines zijn:
- AnadoluJet (100%)
- Air Albania (49%)
- SunExpress (50%)
- Turkish Cargo (100%)
- Turkish Technic (100%)
- Turkish DO & CO (50%)
- Turkish OPET Aviation (50%)
- Turkish Ground Services (50%)
- Aydın Airport Services (100%)
- TSI Aviation Seats (50%)
- We World Express (45%)

## Turkish Airlines Flight Academy
Turkish Airlines Flight Academy is op 9 november 2004 opgericht door de THY Raad van Bestuur. De Flight Academy begon de opleiding met 16 cadetten op 1 mei 2006. Het is gevestigd in Luchthaven Istanboel Atatürk en maakt bij de opleidingsactiviteiten ook gebruik van de vliegvelden in Çatalca en Çorlu.
| Vliegtuig               | Aantal | Opmerking |
| ----------------------- | ------ | --------- |
| Cessna Citation Mustang | 02     | 5 pers.   |
| Diamond DA-42NG         | 02     |           |
| Cessna 172              | 010    |           |

## Bestemmingen

Kaart met bestemmingen van Turkish Airlines in 2019.

Turkish Airlines vloog in 2019 naar 315 bestemmingen in 126 landen.

### Codeshare-overeenkomsten
In 2010 heeft Turkish Airlines codeshare-overeenkomsten met onderstaande luchtvaartmaatschappijen.
- Aegean Airlines
- Air Algérie
- Air Astana
- Air Canada
- Air China
- Air Europa
- Air India
- Air Malta
- Air Namibia
- Air New Zealand
- All Nippon Airways
- AnadoluJet
- Asiana Airlines
- Avianca
- Azerbaijan Airlines
- Belavia
- Copa Airlines
- Croatia Airlines
- EgyptAir
- Ethiopian Airlines
- Etihad Airways
- EVA Air
- Garuda Indonesia
- Gulf Air
- Hawaiian Airlines
- IndiGo
- Iran Air
- JetBlue Airways
- LOT Polish Airlines
- Luxair
- Malaysia Airlines
- Malindo Air
- Middle East Airlines
- Oman Air
- Pakistan International Airlines
- Pegasus
- Philippine Airlines
- Royal Air Maroc
- Royal Brunei Airlines
- Royal Jordanian
- RwandAir
- Scandinavian Airlines
- Singapore Airlines
- SunExpress
- Swiss International Air Lines
- Syrian Arab Airlines
- TAP Portugal
- Thai Airways International
- Ukraine International Airlines
- United Airlines
- UTair
- Uzbekistan Airways

## Overzicht
Hieronder worden de belangrijkste trends van de periode 2003 tot en met 2018 weergegeven:
|                             | 2003  | 2004  | 2005  | 2006  | 2007  | 2008  | 2009  | 2010  | 2011   | 2012   | 2013   | 2014   | 2015   | 2016   | 2017   | 2018   |
| --------------------------- | ----- | ----- | ----- | ----- | ----- | ----- | ----- | ----- | ------ | ------ | ------ | ------ | ------ | ------ | ------ | ------ |
| Omzet (miljoen ₺)           | 2.846 | 2.593 | 2.956 | 3.812 | 4.860 | 6.123 | 7.036 | 8.423 | 11.813 | 14.909 | 18.777 | 24.158 | 28.752 | 29.468 | 39.779 | 62.853 |
| Aantal passagiers (miljoen) | 10,4  | 12,0  | 14,1  | 16,9  | 19,6  | 22,6  | 25,1  | 29,1  | 32,6   | 39,0   | 48,3   | 54,7   | 61,2   | 62,8   | 68,6   | 75,2   |
| Aantal vliegtuigen          | 65    | 73    | 83    | 103   | 102   | 127   | 134   | 153   | 179    | 200    | 233    | 261    | 299    | 334    | 329    | 332    |
| Aantal bestemmingen         | 103   | 102   | 107   | 134   | 138   | 142   | 156   | 171   | 189    | 217    | 243    | 264    | 284    | 295    | 300    | 306    |

## Sponsor

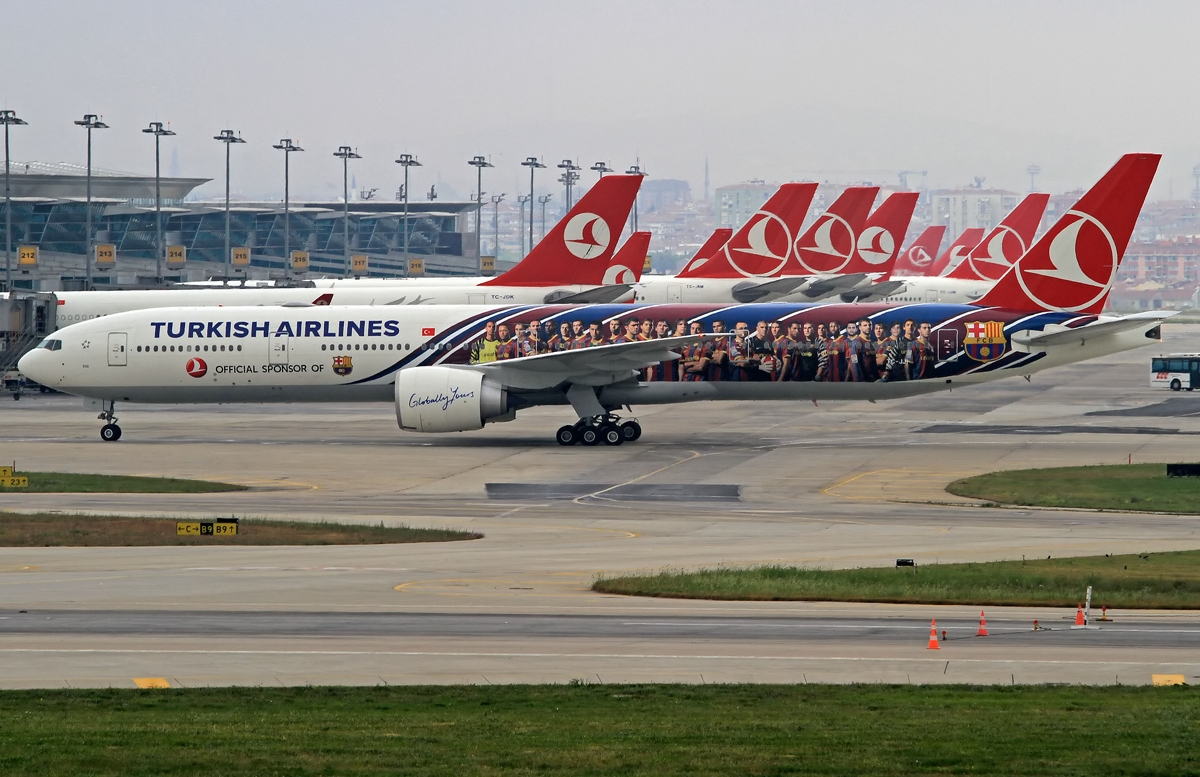
Vliegtuig geschilderd in de kleuren van FC Barcelona

Sinds januari 2010 is Turkish Airlines sponsor van FC Barcelona. De luchtvaartmaatschappij is onder andere verantwoordelijk voor het vervoer van de spelers.
Enkele weken later werd ook sponsorovereenkomst gesloten met Manchester United FC.
Vervolgens sloot THY ook sponsorovereenkomsten met FK Sjachtar Donetsk en AFC Ajax.
In het seizoen 2014/2015 van de Champions League was het logo van THY zichtbaar op de shirts van de Turkse voetbalclub Galatasaray SK (reguliere wedstrijden) en in het seizoen 2015/2016 op die van Fenerbahçe SK. Fenerbahçe speelt ook in de Europa League in shirts met het logo van THY.
Turkish Airlines is ook de eerste officiële airline partner van een Europees voetbalkampioenschap toernooi in de voetbalhistorie. De luchtvaartmaatschappij heeft een sponsordeal met de UEFA afgesloten voor de EURO 2016 in Frankrijk
Ook is de Turkse luchtvaartmaatschappij sponsor van de Euroleague voor mannen.